# Елізабет Пульман
Елізабет Чадд, у шлюбі Пульман (1 серпня 1836 — 3 лютого 1900 р.) — новозеландська Фотографка британського походження. Вважається першою професійною фотографкою в Новій Зеландії.

## Життєпис
Народилася в Ліммі, Чешир, Англія в 1836 році. Прибула до Нової Зеландії в 1861 році.
В 1867 Пульман відкрила з чоловіком Джорджем фотостудію в Окленді. Після його смерті у 1871 році продовжила бізнес самостійно.
Двічі овдовівши і самостійно виховуючи дев'ятьох дітей, Пульман утримувала студію на плаву, спеціалізуючись на фотографіях природи та портретах.
На багатьох своїх роботах Пульман зображала важливих членів племені маорі, включаючи вождя Пола Паору Тухаере, короля Тав'яо, дочку та другу дружину Тав'яо.
Померла Елізабет Пульман 3 лютого 1900 року в Окленді, Нова Зеландія.